# Auguste Leblond
Pour les articles homonymes, voir Leblond.
Auguste Leblond, né le 29 février 1856 à Rouen où il est mort le 18 février 1934, est un entrepreneur de peinture et de vitrerie, comme son père, avec un rôle actif dans le syndicat patronal du bâtiment.

## Biographie
Auguste Leblond fait ses études au lycée de Rouen et succède à son père à la tête d'une entreprise de peinture en bâtiments.
Il est ensuite le président fondateur de l'Union des syndicats professionnels rouennais.
Républicain modéré, il entre en 1900 en politique et est élu maire de Rouen de 1902 à 1914 et de 1914 à 1919 avant d'occuper les postes de conseiller général (1907), de député (1910) puis de sénateur (1913).
Il introduit l'usage des poubelles à Rouen et crée l'usine d'incinération des ordures ménagères. Il préside les cérémonies du Millénaire normand en 1911 et reçoit à cette occasion le président Armand Fallières.
Il préside le Foyer ouvrier, société d'habitations à bon marché.
Il demeure 11, rue Louette puis 8, rue Pouchet à Rouen.
Le 21 février 1934, ses obsèques sont célébrées dans l'église Saint-Gervais et il est inhumé au cimetière monumental de Rouen,.
Une rue de Rouen porte son nom.

## Distinctions
- Commandeur de l'ordre de Saint-Olaf (décret du 14 août 1912)[6].
- Commandeur de 1re classe de l'ordre du Dannebrog (décret du 14 août 1912)
- Grand officier de l'ordre de la Couronne d'Italie (décret du 14 août 1912)
- Commandeur 1re classe de l'ordre de Vasa (décret du 14 août 1912)
- Chevalier de la Légion d'honneur (décret du 24 mai 1924)[7],[8].